# Лищиця

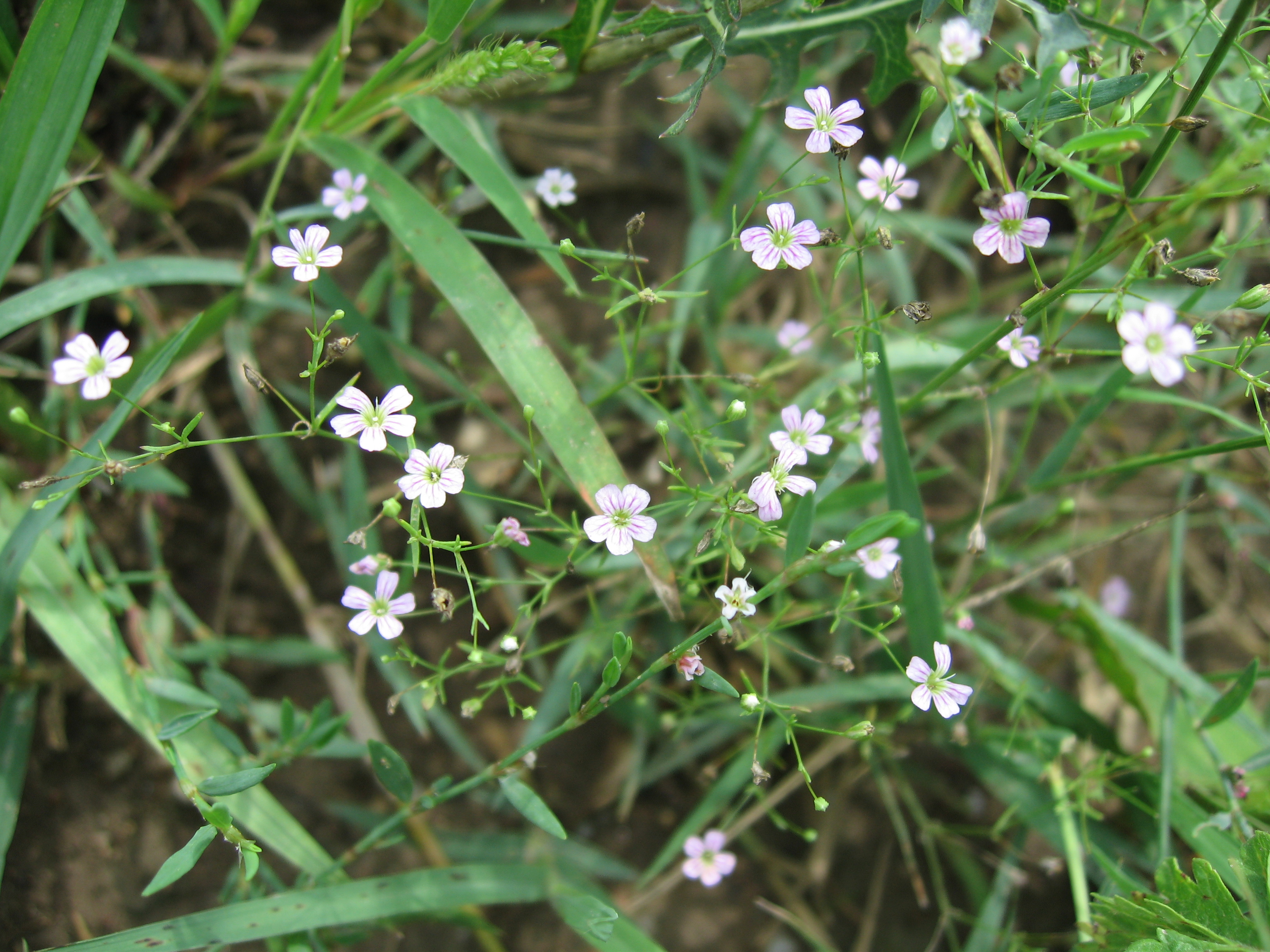
Gypsophila muralis

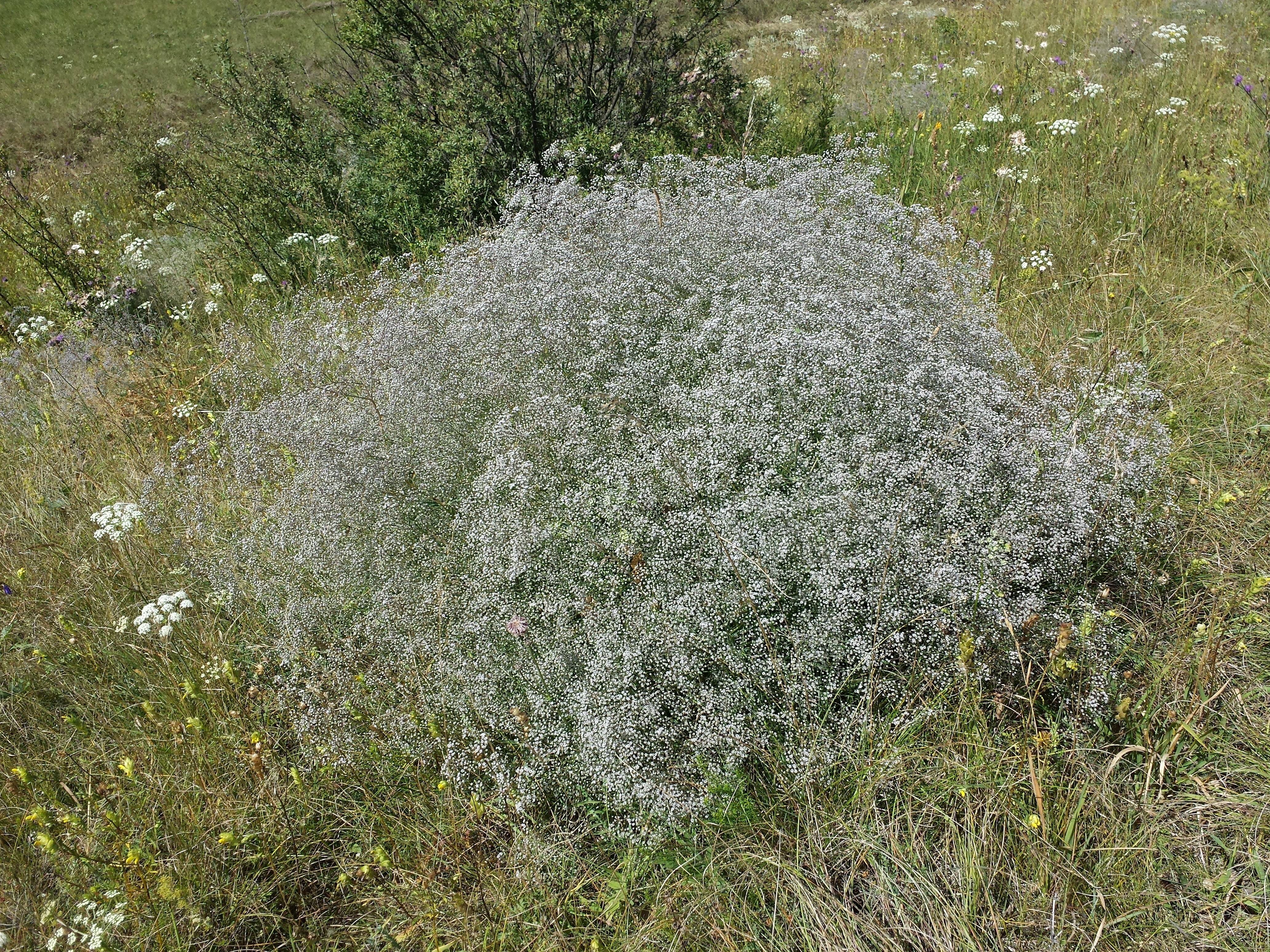
Gypsophila paniculata

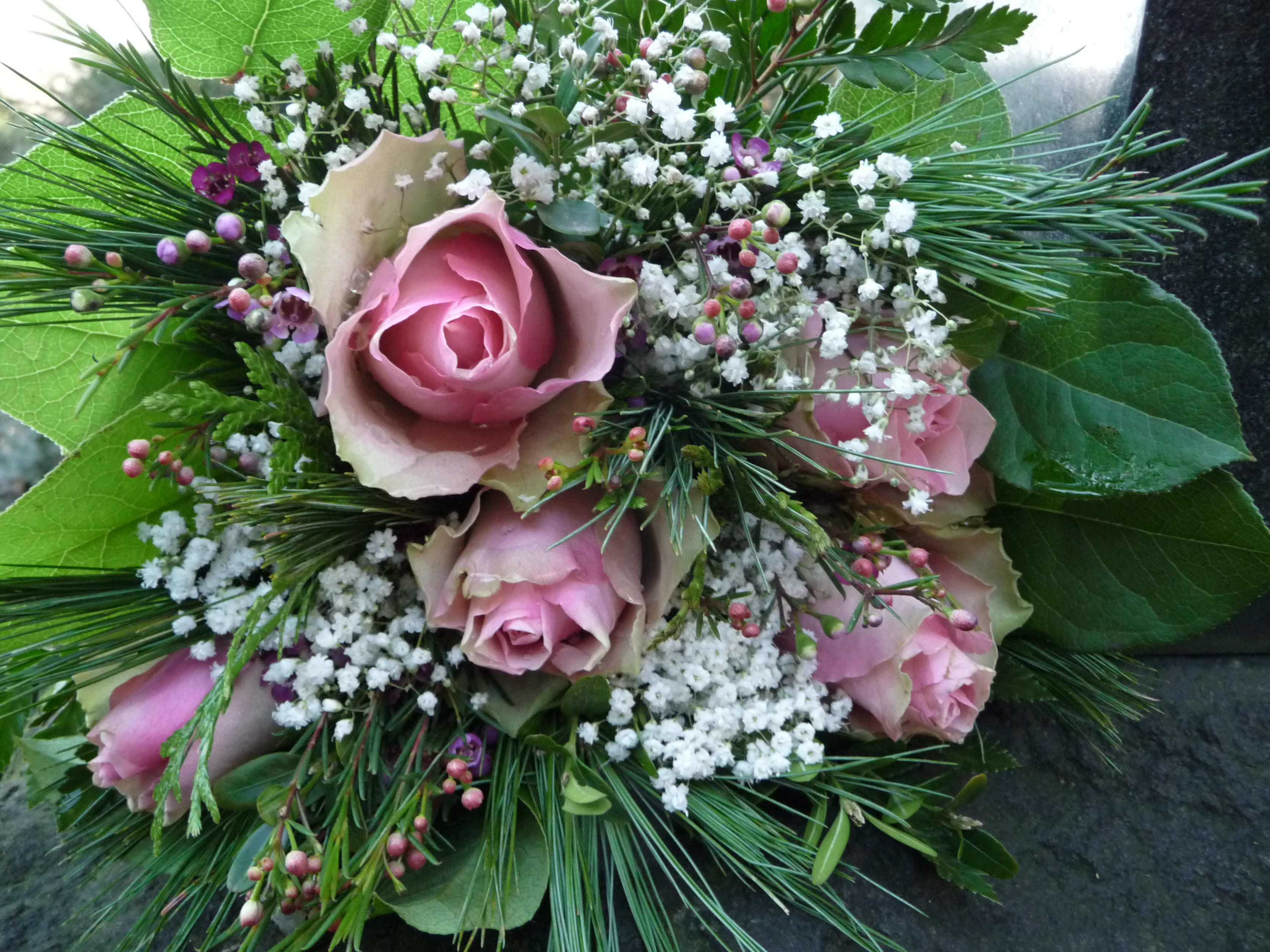
Букет троянд, аранжований лещицею волотистою

Лищ́иця, лещиця (Gypsóphila) — рід рослин родини гвоздикові (Caryophyllaceae).
Види лищиці походять із Євразії, Африки, Австралії та островів Тихого океану. Деякі види є інтродукованими в інших регіонах.

## Етимологія
Gypsophila походить від дав.-гр. γύψος — «гіпс» і φίλιος — «люблячий», вказуючи на місце проживання деяких видів. Лищиця або ліщиця, праслов'янське lyscica, похідне від lysk — «блиск»; назва зумовлена яскравим кольором квітів лищиці.

## Опис
Серед представників роду є однорічні та багаторічні трави висотою 30-50 см.
Стебло гіллясте, листки вузькі, подовгасто-трикутні.
Квіти в пухких або компактних суцвіттях; квітки білі, рожево-червонуваті або червоні.
Плід — одногніздна багатонасінна коробочка, куляста або яйцеподібна, розкривається 4 стулками.

## Практичне значення
Деякі види культивують з комерційною метою, у тому числі для флористики, фітотерапії та як продукти харчування. Для аранжування букетів квітів найчастіше використовують лищицю волотисту (Gypsophila paniculata). лищиця струнка (Gypsophila elegans) використовується також як зрізана квітка для букетів.
Представники роду є джерелом сапонінів, які використовують для виробництва мийних засобів.
Gypsophila rokejeka використовується для виготовлення халви. Деякі види також використовуються як добавка в лікерах, сирах та морозиві для смаку та аромату.

## Систематика
Є близько 150 видів цього роду.
Види, що позначені зірочкою (*), поширені в Україні.
- Gypsophila acutifolia — лищиця гостролиста*
- Gypsophila altissima — лищиця найвища
- Gypsophila aretioides
- Gypsophila arrostii
- Gypsophila bicolor
- Gypsophila capituliflora
- Gypsophila cephalotes
- Gypsophila cerastioides
- Gypsophila collina — лищиця пагорбова*
- Gypsophila davurica
- Gypsophila desertorum
- Gypsophila elegans — лищиця струнка*
- Gypsophila fastigiata — лищиця пучкувата*
- Gypsophila glandulosa
- Gypsophila glomerata — лищиця купчаста*
- Gypsophila huashanensis
- Gypsophila libanotica
- Gypsophila licentiana
- Gypsophila muralis
- Gypsophila nana
- Gypsophila oldhamiana
- Gypsophila oligosperma — лищиця малонасінна*
- Gypsophila pacifica
- Gypsophila pallasii — лищиця Палляса*
- Gypsophila paniculata — лищиця волотиста*
- Gypsophila patrinii
- Gypsophila perfoliata — лищиця пронизанолиста*
- Gypsophila petraea
- Gypsophila pilosa
- Gypsophila repensтиповий— лищиця повзуча
- Gypsophila rokejeka
- Gypsophila ruscifolia
- Gypsophila scorzonerifolia — лищиця зміячколиста*
- Gypsophila sericea
- Gypsophila silenoides
- Gypsophila spinosa
- Gypsophila stevenii
- Gypsophila struthium
- Gypsophila tenuifolia
- Gypsophila thyraica — лищиця дністровська*
- Gypsophila tschiliensis
- Gypsophila uralensis
- Gypsophila venusta
- Gypsophila viscosa